# Camera dei delegati (Palau)
La Camera dei delegati di Palau (in palauano Olbiil era Kelulau) è la camera bassa del Congresso nazionale di Palau. Essa è affiancata dal Senato, che svolge il ruolo di camera alta.

## Composizione e poteri
L’Assemblea è composta da 16 delegati, aventi mandato quadriennale. Essi rappresentano il popolo e compongono il potere legislativo del paese, la quale ha, oltre al compito di legiferare, quello di redigere il bilancio statale.